# Diplotaxis contracta
Diplotaxis contracta är en skalbaggsart som beskrevs av Bates 1888. Diplotaxis contracta ingår i släktet Diplotaxis och familjen Melolonthidae. Inga underarter finns listade i Catalogue of Life.